# Ахтар, Абдур Рахман
Абдур Рахман Ахтар (Ахтар Абдур Рахман-хан) — генеральный директор пакистанской межведомственной разведки «ISI» в 1979—1987 годы, приходящиеся на период Афганской войны (1979—1989).

В дальнейшем занимал должность председателя объединённого комитета начальников штабов вооружённых сил Исламской республики Пакистан (ИРП). Входил в ближайший круг Президента Пакистана Мухаммеда Зия Уль Хака, вместе с которым погиб в авиакатастрофе 17 августа 1988 года. В последние годы жизни генерал А. Р. Ахтар был вторым по влиянию политиком в стране после Президента ИРП Зия уль Хака.
Генерал А. Р. Ахтар, являясь генеральным директором межведомственной разведки ISI, в рамках реализации секретной операции «Циклон» ЦРУ США, помимо распределения военной и финансовой помощи, руководил планированием ряда специальных операций на территории ДРА, осуществлял общее управление деятельностью отрядов афганского сопротивления, направленного против правительственных сил ДРА и ОКСВА.

## Биография
Абдур-Рахман Ахтар родился 11 июня 1924 года в Амритсаре в Британской Индии в пуштунской семье племени «каказай». Отец умер, когда А. Р. Ахтару было четыре года, его воспитывала мать.

В 1941 году поступил в университет Правительственного колледжа в городе Фейсалабад, где в 1945 году получил степень бакалавра в области статистики, а в 1947 году степень магистра наук в сфере экономики.

## Военная карьера
В 1946 году А. Р. Ахтар призвался в Британско-индийскую армию. В 1949 году ему было присвоено воинское звание капитан ВС ИРП. Занимал разные должности в Пакистанской армии. Проходил курсы подготовки офицеров в Англии. По возвращении в Пакистан получил звание майора.
В 1954 году был направлен военным советником в конфликтную с Индией зону Лахора — на восток Пакистана. Принимал активное участие в индо-пакистанской войне 1965 года, где был повышен до звания подполковник. Спустя короткий промежуток времени дослужился до звания бригадного генерала и переведён в северные районы страны, где он командовал пехотной бригадой в провинции Азад Кашмир.
В 1971 году, А. Р. Ахтару, занимавшему должность командира 12-й пехотной дивизии, дислоцированной близ города Мурри было присвоено звание генерал-майора. В тот период, у А. Р. Ахтара сложились тесные связи с тогдашним премьер-министром Пакистана Зульфикаром Али Бхутто.
В 1977 году в Пакистане с целью свержения премьер-министра Зульфикара Али Бхутто вспыхнул военный переворот. А. Р. Ахтар отказался от участия в нём, лично осудив его и выступил против введения военного положения. Это способствовало его карьерному взлёту. Спустя полгода после переворота А. Р. Ахтара назначили генерал-адъютантом в Генеральном штабе ВС ИРП.
За два года службы в генеральном штабе генерал А. Р. Ахтар узнал о готовящемся против Зия-уль-Хака заговоре — под руководством одного из генералов высшего командования, считающегося близким соратником премьер-министра. А. Р. Ахтар связался с Зия-уль-Хаком и передал всю имеющуюся у него информацию, тем самым сорвав заговор генералов. За этот шаг, в июне 1979 года, президент Мухаммед Зия-уль-Хак повысил генерала А. Р. Ахтара в звании до генерал-лейтенанта и назначил его генеральным директором межведомственной разведкой «ISI».

## Период Афганской войны (1979—1989)
С вводом Советских войск в Афганистан в конце декабря 1979 года, межведомственная разведка ISI, была выбрана ЦРУ США оператором реализации программы иностранной военной помощи афганским моджахедам. Через счета межведомственной разведки ISI, в рамках военной помощи формированиям афганской оппозиции проходили миллиарды долларов, направляемые ЦРУ США и Саудовской Аравии.
Сотрудники ISI обучали, оснащали и руководили боевой деятельностью формирований исламских партий афганских моджахедов в рамках секретной операции «Циклон». В период Афганской войны (1979—1989) генерал А. Р. Ахтар установил тесный контакт с высокопоставленными официальными лицами США, включая директора ЦРУ Уильяма Кейси и конгрессмена Чарли Уилсона.

По утверждению руководителя афганского направления разведки ISI (1983—1987) Мохаммада Юсуфа — начальник межведомственной разведки Пакистана ISI генерал А. Р. Ахтар, следовал своей незыблемой стратегии, согласно которой, только ISI решала, кто, сколько и какое вооружение получит. Это означало, что после образования союза «Пешаварской семёрки», распределение оружия для каждой из них было в нашей зоне ответственности: «Никто вне ISI, даже Президент Пакистана Зия Уль Хак, не имел контроля или влияния на распределение оружия, боеприпасов или других грузов из наших складов в Равалпинди и Кветте»— И. Дауди «БОЛЬШАЯ ИГРА в АФГАНИСТАН» ISBN 978-5-600-02388-8
За успехи в период службы (1979—1987) в должности генерального директора межведомственной разведки ISI, в 1987 году генерал А. Р. Ахтар был назначен председателем Объединённого комитета начальников штабов Вооружённых сил Пакистана.

## Гибель в авиакатастрофе
Погиб в авиакатастрофе вместе с Президентом Пакистана Зия-уль-Хаком и послом США в Пакистане Арнольдом Льюисом Рафелем 17 августа 1988 года.

## Иностранная литература
- Ludwig W. Adamec 2010 «The A to Z of Afghan Wars, Revolutions and Insurgencies»
- Steve Coll — 2004 «Ghost Wars: The Secret History of the CIA, Afghanistan, and bin Laden from the Soviet Invasion to September 10, 2001»
- Mohammad Yousaf «The silent soldier»
- Staff report (17 August 2010). «General Akhtar Abdul Rehman (Shaheed)». The Nation. Archived from the original on 28 April 2013. Retrieved 13 September 2012.
- Adamec, Ludwig W. (2011). Historical Dictionary of Afghanistan (4th Revised ed.). Scarecrow. p. 41. ISBN 978-0-8108-7815-0.
- Shah, Mariam (12 August 2012). «An Unsung Hero of Modern History: Gen Akhtar Abdur Rehman». PKKH. Retrieved 24 June 2016.
- Khan, Salman (17 August 2012). «General Akhtar Abdul Rahman Shaheed (1924—1988)». The News International. Retrieved 13 September 2012.
- «Humayun Akhtar Khan General Akhtar Abdur Rehman in 1955 in East Pakistan».
- By Humayun Akhtar Khan. «Major General Akhtar Abdur Rehman with Prime Minister Zulfiqar Ali Bhutto in Murree in 1975».
- By Humayun Akhtar Khan. «General Zia — ul — Haq and Major General Akhtar Abdur Rehman with Zulfiqar Ali Bhutto in Murree, 1976»
- Fateh by Haroon-ur-Rasheed
- Silent soldier by Mohammad Yousaf
- The Bear Trap by Mohammad Yousaf and Mark Adkin
- Charlie Wilson’s War by George Crile
- Ghost Wars by Steve Coll
- A Case of Exploding Mangoes by Mohammed Hanif